# Edgar Manas
Edgar Manas (armeni: շտկար Մանաս), (Istanbul, 12 d'abril, 1875 - Idem, 9 de març, 1964 ), va ser un mestre i compositor armeni turc. Va orquestrar l'Himne Nacional.

## Biografia
Manas era fill d'una família Manas de Kayseri. Després de la mort del seu pare Aleksi, va marxar a Itàlia quan tenia 13 anys i va estudiar al "Murad Rafaelyan College" de Venècia durant cinc anys. Edgar Manas Efendi, que es va graduar al Conservatori de Pàdua aprenent fuga i contrapunt, va tornar a Istanbul el 1905. Va ser nomenat director del "Cor Gallia" i va ensenyar al Conservatori d'Istanbul entre 1912 i 1933, dirigint l'orquestra del conservatori i el cor de dones. El 1937, va ser nomenat director del cor de "Koğtan" a l'església de la Mare de Déu del Patriarcat. Va dirigir aquest cor durant vint anys i va donar classes de solfeig a les escoles armènies.
Edgar Manas Efendi, que va donar classes de música occidental a alguns famosos compositors de música turca, va compondre moltes altres composicions, així com una simfonia i un oratori, i va interpretar moltes obres de música popular.
Edgar Manas, el seixanta aniversari de la seva vida musical es va celebrar amb un jubileu el 1954 al cinema Atlas de Beyoğlu, va morir a Istanbul el 1964 i va ser enterrat al cementiri catòlic armeni de Pangaltı.

## Obres
Algunes de les seves obres: Menune Waltsi (la seva primera composició), Kuddas-ı Şerif Ayini, Oratorio, Andante Symphonique, Tantum Ergo, Quartette, Prince Islands, Suite, Rapsodie de l'Orient, Symphonique Allegro, Ahmet, Kara Tavuk, Aşkın, Yalı Havası i "Dama Çokma" (cançons turques).